# SkiFree
SkiFree è un videogioco sviluppato da Chris Pirih e lanciato nel 1991 nel pacchetto Microsoft Entertainment Pack. 

## Funzionamento
Il giocatore controlla uno sciatore attraverso un paesaggio che richiama un resort montano. Le modalità di competizione sono tre: Slalom, Free Style e Tree Slalom. 
Nella modalità Slalom, lo sciatore deve "tagliare" correttamente le porte (sinistra e destra, rispettivamente rosse e blu) cercando di fare il miglior tempo: una porta sbagliata comporta una penalità in termini di cronometraggio. 
La modalità Free Style prevede una discesa non cronometrata nella quale lo sciatore deve eseguire salti e superare avvallamenti e cunette senza cadere e segnando quanti più punti-stile possibili. 
La modalità Tree Slalom ricalca quella Slalom, ma le porte sono più distanziate, il percorso è più lungo e più difficile per la presenza di vari ostacoli (perlopiù alberi) che vanno evitati. 
A complicare ulteriormente la discesa vi sono sconnessioni nella neve, pali della seggiovia, altri sciatori, cani sciolti e rocce affioranti, che vanno parimenti evitati per non cadere e perdere tempo o punti.
Una volta passato il traguardo si passa alla modalità Free Ski, che consente di sciare liberamente, senza obiettivi. Quando sono stati percorsi 2 km appare infine lo Yeti, che insegue lo sciatore e cerca di mangiarlo.

## Genesi del gioco
Chris Pirih lavorava come sviluppatore per la Microsoft e aveva programmato autonomamente il gioco (battezzandolo WinSki) in linguaggio C a puro scopo ludico-sperimentale privato. Un suo superiore vide Pirih giocarci e informò il management Microsoft, che col consenso del creatore incluse il gioco nell'edizione 1991 del Microsoft Entertainment Pack.
SkiFree venne quindi riedito nel Best of Windows Entertainment Pack e venne anche adattato a Macintosh. Nel 2001 fu poi reso disponibile per il Game Boy Color. 
Essendo la prima versione di SkiFree pensata per funzionare su Windows a 16-bit, l'evoluzione del sistema operativo causò la perdita di compatibilità col gioco, che divenne inutilizzabile se non mediante una configurazione ad hoc (ad esempio lanciando Windows 3.1 tramite DOSBox).
Già nel 1993 Chris Pirih iniziò a sviluppare una seconda versione del gioco, salvo poi abbandonare il progetto affermando di aver perso il codice sorgente originario; il 4 aprile 2005 lo sviluppatore ne annunciò il ritrovamento e nel 2008 vide pertanto la luce la versione 32-bit di SkiFree, che venne resa disponibile gratuitamente sul sito personale di Pirih.

## Sistema di gioco
Il giocatore può scegliere tra quattro opzioni:
- Free-Style, con l'obiettivo di ottenere punti-stile eseguendo salti e figure su rampe, gobbe, trampolini ecc...
- Slalom, nella quale bisogna eseguire la discesa nel minor tempo possibile rispettando le porte (un salto di porta comporta una penalità nel cronometraggio)
- Tree Slalom, simile alla precedente, ma più lunga, con porte più larghe e più ostacoli (sassi, alberi ecc...)
- Sci libero, uscendo dalle piste sopra descritte

Su tutte le piste occorre evitare gli ostacoli fissi e mobili (alberi, rocce, altri sciatori, snowboarder): le collisioni si risolvono in cadute dello sciatore, con conseguente perdita di tempo o di punti-stile.
Toccando il tasto F della tastiera del PC la velocità del gioco viene aumentata.

## Elementi del gioco, comandi, informazioni generali
- Avatar – Protagonista del gioco è uno sciatore vestito con berretto rosso, manopole, occhiali da sole blu, tuta blu-viola, sci gialli e scarponi verdi
- Controlli – tastiera o mouse
- Terreno
  - Alberi – ve ne sono di due dimensioni; alcuni sono vivi, altri morti (questi ultimi prendono fuoco quando ci si salta sopra)
  - Rocce affioranti
  - Salti – rappresentati da una barra multicolore, spingono lo sciatore in aria quando ci si salta sopra
  - Souches d'arbres – aborent un champignon
  - Sconnessioni nella neve – sotto forma di gobbe isolate o accrocchi
  - Seggiovie e skilift
  - Porte da slalom
- Ostacoli mobili
  - Sciatori inesperti - scendono lentamente a spazzaneve e hanno un aspetto trasandato
  - Snowboarders
  - Cani
  - Alberi che camminano
- Il misuratore del punteggio/cronometraggio è nella parte alta della schermata

## Lo Yeti
Una volta raggiunto il traguardo il gioco non termina, ma prosegue in modalità sci libero finché non si incontra lo Yeti, che insegue lo sciatore tentando di mangiarlo: l'obiettivo è riuscire a sfuggirgli per il maggior tempo possibile.
Il mostro appare quando sono stati percorsi 2 km; dopo qualche istante di fuga compare anche un suo gemello. Agendo sul già citato tasto F si accede a un percorso nascosto che consente di sfuggire agli inseguitori. Questa azione ha come conseguenza l'inversione del contatore della distanza, che passa a -2 km; lo scenario del gioco gira su se stesso e per sfuggire al mostro occorre rimanere nei limiti dell'invisibilità.
Lo Yeti può anche apparire quando il giocatore risale a 125 m sopra il punto di partenza o si sposta di 500 m a sinistra o a destra della mappa di gioco. È quindi possibile essere inseguiti dal mostro per tutto il percorso, da -125 metri a 1985, generando poi un inseguimento con due o tre mostri dopo la fine della gara.